# جائزة كندا الكبرى 1968
جائزة كندا الكبرى 1968 هو سباق فورمولا 1 أقيم بتاريخ 22 سبتمبر 1968 في مونت تريمبلانت، كيبك، كندا. كان العاشر من أصل 12 في بطولة العالم لسباقات الفورمولا واحد موسم 1968. حلّ النيوزلندي ديني هولم أولا بينما جاء النيوزلندي بروس ماكلارين في المركز الثاني.